# Денежкино
Де́нежкино (рос. Денежкино) — селище у складі Івдельського міського округу Свердловської області.
Населення — 277 осіб (2010, 382 у 2002).
Національний склад населення станом на 2002 рік: росіяни — 92 %.